# TT350
TT350 (Theban Tomb 350) è la sigla che identifica una delle Tombe dei Nobili ubicate nell'area della cosiddetta Necropoli Tebana, sulla sponda occidentale del Nilo dinanzi alla città di Luxor, in Egitto. Destinata a sepolture di nobili e funzionari connessi alle case regnanti, specie del Nuovo Regno, l'area venne sfruttata, come necropoli, fin dall'Antico Regno e, successivamente, sino al periodo Saitico (con la XXVI dinastia) e Tolemaico.

## Titolare
TT350 era la tomba di:
| Titolare    | Titolo                    | Necropoli           | Dinastia/Periodo | Note |
| ----------- | ------------------------- | ------------------- | ---------------- | ---- |
| sconosciuto | Scriba contabile dei pani | Sheikh Abd el-Qurna | XVIII dinastia   |      |

## Biografia
Unica notizia biografica ricavabile: il nome della moglie, Nefertwah, Nutrice del figlio del re Menkheperure (Thutmosi IV).

## La tomba
Un breve corridoio, sulle cui pareti (1 in planimetria) sono riportati il titolo del defunto, immette in una sala trasversale; sulle pareti: il defunto e la moglie in offertorio su un braciere; in due registri sovrapposti (2) un figlio (?) offre un mazzo di fiori alla madre che sta allattando il principe Thutmosi IV e una fanciulla che offre una ciotola al defunto e alla moglie seduti (scena non ultimata); poco oltre (4), un prete sem dinanzi alla coppia (non ultimato). Al centro della parete opposta uno scavo lascia intendere la possibile estensione della tomba.

### Annotazioni
1. ↑  La numerazione dei locali e delle pareti segue quella di Porter e Moss 1927, p. 416.
2. ↑  La prima numerazione delle tombe, dalla numero 1 alla 252, risale al 1913 con l'edizione del "Topographical Catalogue of the Private Tombs of Thebes" di Alan Gardiner e Arthur Weigall. Le tombe erano numerate in ordine di scoperta e non geografico; ugualmente in ordine cronologico di scoperta sono le tombe dalla 253 in poi.
3. ↑  I campi della Duat, ovvero l'aldilà egizio, si trovavano, secondo le credenze, proprio sulla riva occidentale del grande fiume.
4. ↑  Nella sua epoca di utilizzo, l'area era nota come "Quella di fronte al suo Signore" (con riferimento alla riva orientale, dove si trovavano le strutture dei Palazzi di residenza dei re e i templi dei principali dei) o, più semplicemente, "Occidente di Tebe".
5. ↑  le Tombe dei Nobili, benché raggruppate in un'unica area, sono di fatto distribuite su più necropoli distinte.
6. ↑  Le note, sovente di inquadramento topografico della tomba, sono tratte, fino alla TT252, dal "Topographical Catalogue" di Gardiner e Weigall, ed. 1913 e fanno perciò riferimento alla situazione dell'epoca.
7. ↑  Il "sem" era il prete, o l'erede, cui competeva la cerimonia di apertura della bocca per consentire al defunto di vivere pienamente della Duat.

### Fonti
1. ↑  Gardiner e Weigall 1913.
2. ↑  Donadoni 1999,  p. 115.
3. ↑  Porter e Moss 1927, p. 415.
4. ↑  Porter e Moss 1927, p. 417.
5. ↑  Porter e Moss 1927,  p. 417.